# Xian de Kangmar
Le xian de Kangmar (康马县 ; pinyin : Kāngmǎ Xiàn) est un district administratif de la région autonome du Tibet en Chine. Il est placé sous la juridiction de la préfecture de Xigazê.

## Démographie
La population du district était de 19 306 habitants en 1999.